# Blancanieves y los siete pecados capitales
“Blancanieves y los siete pecados capitales (oratorio profano)” fue un espectáculo del grupo Les Luthiers.
Se estrenó el miércoles 14 de agosto de 1969 en el Instituto Di Tella (Buenos Aires, Argentina) y su última representación fue el viernes 22 de mayo de 1970 en el Instituto Di Tella.
El espectáculo se concibió como una obra unitaria, un conjunto de diálogos y canciones que formaban un solo acto.

## Créditos y elenco
- Les Luthiers: Jorge Maronna (1969-70), Gerardo Masana (1969), Marcos Mundstock, Carlos Núñez Cortés, Daniel Rabinovich
  - Maronna estuvo alejado del grupo por algunos meses de 1969, mientras que Masana se ausentaría por motivos de salud desde fines de aquel año.
- Músicos invitados: Julio Raggio (primeras funciones, 1969) Mario Neiman (1969-70), Rubén Verna (1970), Máximo Lamalfa (1970)
- Latín (violín de lata): Clara Rabinovich (1969), Carlos López Puccio (1969-70).
- Actores invitados: Moira Bártoli (Blancanieves), Alicia Rosendorn (la madrastra) y Julio López (el guardabosques)
- Voces en off: Marcos Mundstock y Betty Elizalde (periodista y locutora radial porteña).
- Piano: Coco Pérez (1969), Liliana Piedeferri (1970)
- Luthier emérito: Carlos Iraldi.
- Asistentes de dirección: Alicia Pellicciota y María Isabel Kacs.
- Maestro de ensayos: Carlos Núnez Cortés.
- Música: Jorge Maronna, Gerardo Masana y Carlos Núñez Cortés.
- Dirección musical: Gerardo Masana.
- Puesta en escena y dirección general: Marcos Mundstock.
- Técnico de sonido: Walter Guth.
- Operador de sonido: Enrique Jorgensen.
- Efectos visuales y luces: Mario Farber.
- Supervisión técnica: Fernando von Reichenbach.
- Operador de luces: Francisco Cortese.
- Asistente: Enrique Abbate
- Vestuario: Rolando Fabián.
- Realización de vestuario: Jorge Micheli.
- Coreografía: Luis Fischer Quintana.
- Dibujos: Mario Ferreira.
- Fotografía: Humberto Rivas, Roberto Alvarado y Mariana Romandini.

## Instrumento estrenado
En la obra El polen ya se esparce por el aire se estrenó el omni (objeto musical no identificado), cuya intérprete fue Alicia Rosendorn.

## Programa
Las obras, formadas como una única obra unitaria, serían utilizadas en recitales posteriores.
- Berceuse (incluida en la escena “La pereza”).
- Cantata de Tarzán (incluida en la escena “La soberbia”).
- Gloria hosanna, that’s the question (incluida en la escena “La avaricia”).
- El polen ya se esparce por el aire (incluida en la escena “La lujuria”).
- Oi Gadóñaya (incluida en la escena “La gula”).